# Alaaeldin Abouelkassem
Alaaeldin Mohamed El-Sayed Abouelkassem (in arabo علاء الدين أبو القاسم‎?; Sétif, 25 novembre 1990) è uno schermidore egiziano, specializzato nel fioretto.

## Biografia
ʿAlāʾ al-Dīn Muḥammad Abū l-Qāsim (è questa la corretta traslitterazione dall'arabo del nome) è nato in Algeria nel 1990, da padre egiziano e madre algerina. Vive e si allena ad Alessandria d'Egitto.
Nel 2011 ha ottenuto due medaglie d'oro ai Giochi panarabi di Doha, vincendo nel fioretto individuale e nel torneo a squadre.
Nel 2012 fa parte della squadra olimpica di scherma ai Giochi della XXX Olimpiade di Londra, dove sconfigge, ai quarti, l'italiano Andrea Cassarà, campione del mondo in carica. Qualificatosi poi per la finale, perde la medaglia d'oro contro il cinese Lei Sheng, per 15 a 13, conquistando comunque una storica affermazione con la medaglia d'argento, la prima medaglia olimpica per la scherma egiziana, del continente africano e del mondo arabo.

## Palmarès
In carriera ha conseguito i seguenti risultati:
- Giochi olimpici

Londra 2012: argento nel fioretto individuale.
- Giochi panafricani:

Brazzaville 2015: oro nel fioretto individuale e nel fioretto a squadre.
- Giochi del Mediterraneo

Mersin 2013: bronzo nel fioretto individuale.
- Giochi panarabi

Doha 2011: oro nel fioretto individuale e nel fioretto a squadre.